# 末子成功譚
末子成功譚（ばっしせいこうたん / まっしせいこうたん）は、昔話の形式の一種。年上のきょうだいたちになめられていた末っ子が成功を掴み取り、きょうだいたちは損をしてしまうという話。または、一番年上のきょうだいから順に課題に挑むが次々に失敗し、最後に残った末っ子が成功する話。成功する理由はさまざまであり、知恵や勇気や素直さは必ずしも成功の条件ではない。

## 末子成功譚の例
- 上のきょうだいに困らされ、あるいはひどい目に遭わされるパターン
  - シンデレラ
  - 黄金の鳥
  - 山幸彦と海幸彦
  - 大国主の神話
  - 甲賀三郎[1]
  - 旧約聖書「創世記」のヨセフの物語 - 厳密にはヨセフはヤコブの12人の息子と1人の娘のうち12番目で、弟にベニヤミンがいる。
- きょうだいが順に課題に挑むパターン
  - 黄金のがちょう
  - 三匹の子豚
  - チワンの錦 - 中国チワン族に伝わる伝承。
- いじめや難題は登場しないが、不利な条件下で末っ子が成功するパターン
  - 長靴をはいた猫
- 魔法使いハウルと火の悪魔 - 作中世界では末子成功譚が実際に起こる常識として語られる。
- リア王 - 昔話ではないが、不遇だが心正しい末っ子に焦点のあたる物語。ただし悲劇であり、成功を勝ち取るわけではない。